# Brachyphallus
Brachyphallus är ett släkte av plattmaskar. Brachyphallus ingår i familjen Hemiuridae.
Kladogram enligt Catalogue of Life:
| Brachyphallus | \| \| Brachyphallus amuriensis \| \| \| \| \| \| Brachyphallus crenatus \| \| \| \| \| \| Brachyphallus parvus \| \| \| \| |
|               | \| \| Brachyphallus amuriensis \| \| \| \| \| \| Brachyphallus crenatus \| \| \| \| \| \| Brachyphallus parvus \| \| \| \| |
|               | Brachyphallus amuriensis                                                                                                   |
|               | |
|               | Brachyphallus crenatus |
|               | |
|               | Brachyphallus parvus |
|               | |